# Overlord (film 2018)
Overlord è un film del 2018 diretto da Julius Avery.

## Trama
Alla vigilia dello Sbarco in Normandia, durante la Seconda Guerra Mondiale, una squadra di paracadutisti americani viene inviata per distruggere una torre di interferenze radio tedesca in una vecchia chiesa situata in un villaggio in Francia. Il loro aereo viene abbattuto e si schianta, e la maggior parte della squadra, compreso il caposquadra, il sergente Rensin, rimane uccisa nello schianto o dai soldati nazisti o dalle mine antiuomo. Restano quattro sopravvissuti: il secondo in comando, il caporale Ford, e i soldati Boyce, Tibbet e Chase.
La squadra prosegue e incontra Chloe, una giovane donna del villaggio dove si trova la chiesa, che nasconde gli americani in casa sua. Chloe vive con suo fratello Paul di 8 anni e sua zia, che è stata sfigurata dagli esperimenti nazisti svolti nella chiesa. Dopo che Tibbet e Chase sono partiti per controllare il luogo dell'appuntamento programmato, una pattuglia tedesca guidata dall'SS-Hauptsturmführer Wafner fa visita a Chloe. Wafner manda via i suoi uomini e importuna Chloe, minacciando di mandare suo fratello in chiesa per essere "sistemato". Boyce interviene impulsivamente e blocca l'ufficiale nazista, mentre Ford fa altrettanto.
Tentando di raggiungere il punto d'incontro per cercare Tibbet e Chase, Boyce assiste ai nazisti che bruciano con i lanciafiamme i residenti del villaggio sfigurati dagli esperimenti. Viene inseguito da un cane ed è costretto a nascondersi in un camion che trasporta cadaveri all'interno della chiesa. Sgattaiolando fuori dal camion, Boyce scopre una base sotterranea che ospita non solo la sala per le comunicazioni radio, ma anche un laboratorio dove i tedeschi eseguono vari esperimenti sugli abitanti del villaggio che coinvolgono un misterioso siero e una grande fossa piena di catrame nero. Boyce prende una siringa contenente il siero e salva Rosenfeld, un altro membro della squadra di paracadutisti che è stato catturato vivo. Fuggono attraverso le fogne della base.
Quando Boyce e Rosenfeld tornano a casa di Chloe, Tibbet e Chase sono già lì. Wafner si rifiuta di spiegare gli effetti del siero, anche se Ford lo tortura. Mentre la squadra si prepara ad attaccare la chiesa, Wafner tenta di scappare, disarma Chase e gli spara, uccidendolo. Boyce, dopo aver visto un uomo morto presumibilmente resuscitato dal siero in laboratorio, inietta la sostanza a Chase. Chase viene resuscitato, ma presto muta e diventa violento. Segue una zuffa che termina con Boyce che picchia a morte Chase. Arriva una pattuglia e scoppia una sparatoria, in cui i tedeschi vengono uccisi e Ford sfigura Wafner con una raffica di mitra. Wafner fugge con Paul come ostaggio e, di nuovo al laboratorio, si inietta due dosi di siero.
Boyce propone di infiltrarsi nella chiesa e di distruggere la torre dall'interno, distruggendo così anche il laboratorio. Gli altri soldati lo sostengono e Ford accetta, seppur riluttante in quanto le sue intenzioni erano di limitarsi a distruggere la torre radio, ignorando il laboratorio e limitandosi a completare la missione. Separandosi, Rosenfeld e Tibbet lanciano un assalto frontale come distrazione, mentre Ford, Boyce e Chloe entrano nella base usando le fogne. Boyce e Ford piazzano gli esplosivi, mentre Chloe cerca Paul. Chloe trova Paul, lo rimanda al villaggio e uccide con successo un soggetto mutato utilizzando un lanciafiamme. Ritorna al villaggio dove Tibbet e Rosenfeld sono inseguiti dai soldati nazisti provenienti dalla chiesa. Tibbet viene ferito mentre protegge Paul dagli spari, Chloe uccide i tedeschi rimasti e cura le ferite di Tibbet.
Wafner, ora mutato e dotato di forza e resistenza sovrumane, riesce a sopraffare con facilità Ford e lo impala su un gancio da macellaio. Wafner rivela che il siero è stato prodotto utilizzando i corpi degli abitanti del villaggio per distillare l'antico potere del catrame nero, che scorreva sotto il villaggio da secoli. L'obiettivo era creare soldati immortali e invincibili per servire il Reich Millenario. Mentre Boyce distrae Wafner, Ford estrae il gancio e si inietta il siero per curare le sue ferite come aveva fatto Wafner precedentemente. Ford, anch'esso trasformato e dotato di abilità fisiche sovraumane, riesce a tenere a bada Wafner abbastanza a lungo da permettere a Boyce di far esplodere una bombola di ossigeno, che fa cadere Wafner nel pozzo di catrame. Ford ordina a Boyce di fuggire e di far saltare in aria l'edificio, convinto che nessuna delle due parti belligeranti debba possedere il siero. Boyce obbedisce e fugge mentre la chiesa e la torre radio crollano dietro di lui, uccidendo Ford, Wafner e tutte le cavie umane degli esperimenti. Si unisce agli altri mentre la radio annuncia che lo sbarco è avvenuto con successo.
Nel suo rapporto, Boyce attribuisce a Ford la decisione di piazzare le bombe all'interno della chiesa. L'ufficiale in comando interroga Boyce sulle voci di un laboratorio sotterraneo sotto la chiesa. Boyce, condividendo il punto di vista di Ford, nega di aver visto qualcosa di utile. L'ufficiale apparentemente crede alla sua storia e lo informa che Boyce e gli altri superstiti della missione verranno riassegnati ad una nuova compagnia, mentre la guerra continua.

## Promozione
Il primo trailer è stato diffuso il 18 luglio 2018.

## Distribuzione
Il film, presentato al Fantastic Fest di Austin nel settembre 2018, è stato distribuito nelle sale cinematografiche italiane dal 14 novembre 2018.